# Rybałty
Rybałty (prononcé en polonais : [rɨˈbau̯tɨ]) est un village polonais de la gmina de Grodzisk dans le powiat de Siemiatycze et dans la voïvodie de Podlachie. Il se situe à environ 5 kilomètres au sud-est de Grodzisk, à 16 kilomètres au nord-ouest de Siemiatycze et à 69 kilomètres au sud-ouest de Bialystok. 